# Marzano (Terenzo)
Marzano è una frazione del comune di Terenzo, in provincia di Parma.
La località dista 5,13 km dal capoluogo.

## Geografia fisica
La frazione è costituita dalle piccole località montane di Chiesa, Riolo, Carrara, La Riva, Marsanello, Groppo, Case dei Gallani, Auriga e Casa Riposo, sparse tra il versante destro della val Sporzana e quello sinistro della val Baganza.

## Origini del nome
Il toponimo ha probabilmente origine latina; pare infatti che la località corrisponda al Fundus marcianus menzionato nella Tabula alimentaria traianea di Velleia.

## Storia
Secondo varie ipotesi Marzano fu fondata in epoca romana, in quanto corrisponderebbe al Fundus marcianus della Tabula alimentaria traianea.
In epoca medievale a presidio della zona fu edificato a Palmia un castello, per volere di una delle casate de Comitatu Parmensi; nel 1054 Rodolfo da Viarolo lo acquistò dal suo familiare Alberto da Viarolo, figlio di Magnifredo.
Entro il 1230 fu costruita a Marzano la cappella, dipendente dalla pieve di Bardone.
In seguito il feudo passò ai nobili da Palmia, che nel 1343 lo alienarono a Rolando, Ugolino e Andreasio de' Rossi.
Agli inizi del XVII secolo Giuseppe Machirelli fu investito dai duchi di Parma del titolo comitale, con l'assegnazione dei feudi di Cella di Palmia e Carrara, da cui all'epoca dipendeva Marzano; i suoi eredi ne mantennero i diritti fino alla loro abolizione sancita da Napoleone per il ducato di Parma e Piacenza nel 1805.
All'inizio dell'anno seguente Marzano e Carrara divennero frazioni del nuovo comune (o mairie) di Selva del Bocchetto, dopo pochi mesi ribattezzato Lesignano Palmia, ma con sede tra il 1811 e il 1914 a Boschi di Bardone; nel 1924 il comune fu rinominato Terenzo, dal centro abitato in cui fu spostata definitivamente la sede municipale.
L'abitato di Carrara subì nel tempo un inesorabile declino, fino a spopolarsi completamente e ridursi a una sola casa colonica abbandonata.

## Monumenti e luoghi d'interesse

### Chiesa di San Martino

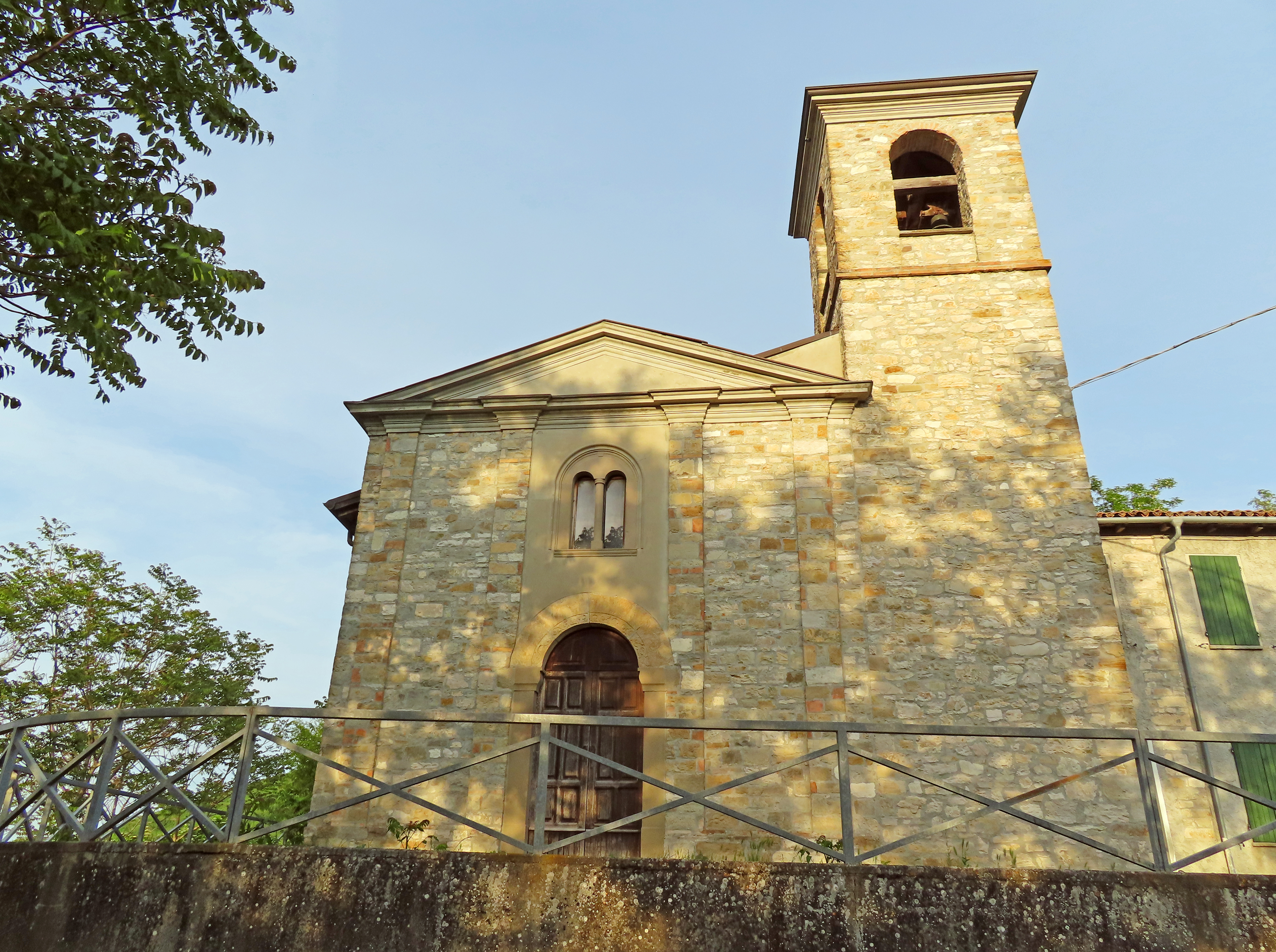
Chiesa di San Martino

Menzionata per la prima volta nel 1230, la chiesa, elevata a parrocchia autonoma nel 1564, fu lievemente modificata negli interni tra il 1755 e il 1778; dotata del campanile nel 1873, fu sottoposta a importanti restauri tra il 1919 e il 1950. Il luogo di culto dalle forme romanico-neoclassiche, esternamente rivestito in pietra, conserva in facciata un archivolto risalente al XIII secolo; al suo interno sono custodite un'acquasantiera duecentesca in arenaria e una statua seicentesca rappresentante la Madonna dei sette dolori.